# تلك الرائحة (قصة قصيرة)
تلك الرائحة قصة قصيرة  للكاتب صنع الله إبراهيم وهي ضمن مجموعة قصصية من 6 قصص قصيرة (تلك الرائحة - الثعبان - أرسين لوبين - بعد الظهر عبر ثلاثة أسرة - أغاني المساء - أبيض وأزرق). قصة «تلك الرائحة» تصف تجربة صنع الله في السجن والفترة بعد خروجه مباشرة.
صدرت الطبعة الأولى عام 1966 ثم صودرت. وتلتها طبعة غير كاملة في 1969 في القاهرة وأخرى غير كاملة أيضا في مجلة «شعر» البيروتية ثم أعيد نشر الطبعة الناقصة سنة 1971 في القاهرة ولم تنشر الطبعة الكاملة إلا سنة 1986 في الخرطوم. وفى نفس العام نشرت كاملة أيضا في القاهرة والدار البيضاء. في مجلد يضم القصص القصيرة.
كتب يوسف إدريس مقدمة الكتاب، ومما قاله في المقدمة: إنني شديد الاعتزاز بصنع الله إبراهيم الفنان وسعيد حقيقة، وأنا أحس أنه آن الأوان لتقرأه الحركة الفنية والأدبية في كتاب كامل في قصة من أجمل ما قرأت باللغة العربية خلال السنوات القليلة الماضية. ويضيف يوسف إدريس أن تلك الرائحة ليست مجرد قصة ولكنها ثورة وأولها ثورة فنان على نفسه، وهي ليست نهاية، ولكنها بداية أصيلة، بداية فيها كل ميزات البداية، ولكنها تخلو من عيوب البدايات لأنها أيضا موهبة ناضجة.

## خلفية القصة
اعتقل صنع الله إبراهيم عام 1959، في حملة شملت أغلب رموز الحركة اليسارية، وخرج بعد خمس سنوات، وخضع لرقابة قضائية تلزمه البقاء بالبيت، وعاد يتأمل مسودة «تلك الرائحة» التي كتب منها فصولا في السجن، فيجد نفسه عازفا عن إتمامها فقد ذهب وهج السجن، وهج الكتابة، وحل مكانه انشغال الكاتب بالواقع الجديد. أعاد صنع الله إبراهيم قراءة المسودة، ليصل إلى قرار شجاع، ويصارح نفسه بأن هذه مادة أولى لعمل فني ينتظر الكثير من الصبر والمشقة، ولكن العزاء أنه عثر على نفسه حيث قال: «وقعت أخيرا على صوتي الخاص»، وكتب الصفحة الأولى من «تلك الرائحة» ذات صباح في مقهى بحديقة الأزبكية، ثم تفرغ لكتابتها ثلاثة أشهر، وذيل النص بالهوامش، ومنحها عنوان «الرائحة النتنة في أنفي». وذهب بها إلى يوسف إدريس الذي اعترض على الهوامش، وحسب صنع الله: «واعتبرها مغالاة في التجديد، وأقنعني بنقلها إلى داخل النص»، كما اعترض على العنوان، وتوصلا معا إلى الاسم النهائي للرواية، وطلب أن يكتب لها مقدمة.
لم يفلح إدريس في نشرها بمجلة «الكاتب» التي كان عضوا في هيئة تحريرها، فنشرها المؤلف على نفقته، وأعطى صاحب مطبعة صغيرة عشرين جنيها، في فترة نادرة من تاريخ مصر الحديث ألغيت فيها الأحكام العرفية. ولم يعد الكتاب يتطلب موافقة الرقابة قبل دخوله المطبعة، وصدرت «تلك الرائحة»، ووقع كلمة الغلاف الأخير كل من كمال القلش ورؤوف مسعد وعبد الحكيم قاسم، أصدقاء المؤلف الذين وعدوا بنشر تجارب إبداعية أخرى لجيل جديد يحاول التعبير عن روح العصر.

## مقتطفات من القصة
قال الضابط: ما هو عنوانك؟ قلت: ليس لي عنوان.
تطلع إلي في دهشة: إلى أين إذن ستذهب أو أين تقيم؟
قلت: لا أعرف. ليس لي أحد
قال الضابط: لا أستطيع أن أتركك تذهب هكذا
قلت: لقد كنت أعيش بمفردي
قال: لا بد أن نعرف مكانك لنذهب إليك كل ليلة. ليذهب معك عسكرى
وهكذا خرجنا إلى الشارع أنا والعسكرى. وتلفت حولى في فضول. هذه هي اللحظة التي كنت أحلم بها دائما طوال السنوات الماضية. وفتشت في داخلي عن شعور غير عادى، فرح أو بهجة أو انفعال ما، فلم أجد. الناس تسير وتتكلم وتتحرك بشكل طبيعي كأننى كنت معهم دائماً ولم يحدث شئ.
وقال العسكرى: لنأخذ تاكسياً
وقلت في نفسي إنه يريد أن يتنزه على حسابي. وذهبنا إلى بيت أخي. وقال لي أخي على السلم إنه مسافر ولا بد أن يغلق الشقة. ونزلنا وذهبنا إلى صديقي.
وقال صديقي: أختى هنا ولا أستطيع أن أقبلك
وعدنا إلى الشارع. وبدأ العسكرى يتبرم. وبدت الشراسة في عينيه. وقلت في نفسي إنه يريد العشرة قروش.
وقال: لا يمكن أن نظل هكذا. بنا إلى القسم
وفي القسم كان هناك عسكري آخر.
وقال: أنت مشكلة ولا يمكن أن نتركك.
جلست أمامه ووضعت حقيبتي مروعاً ثم قام واقترب مني وهو يترنح. وضحك في وجهي ثم جلس بجواري. وتطلع أمامه في ذهول، ثم عوى. وقام إليه شاب ضخم الجثة فضربه على وجهه. وقال المجنون وهو يرفع ساعده ليحمي وجهه: لا تضربني.
وانهالت ضربات الشاب عليه. وسمعت صوت عظامه تطقطق. وسقط في مكانه وهو يلهث. وضحك الآخرون. وجذب صاحب البطانية البطانية فوقه وبسطها بيده على صبي ممتلئ ينام بجواره. ورأيت وجه الصبي قبل أن تغطيه البطانية. كانت له بشرة خمرية وشفتان ممتلئتان. وكان غارقاً في النوم وقد ثنى ركبتيه. وأحاطه الرجل بساعده أسفل البطانية. وجعل يتحرك حتى التصق به. وراحت ذراعه تحت البطانية وهي تتحرك على جسد الصبي تنزع بنطالونه. والتصق ساقا الرجل بظهر الصبي. وبجوار الصبي جلس الشاب الضخم الذي ضرب المجنون. وكان يتابع ما يجرى أسفل البطانية ويرفع عينيه كل لحظة فتلتقيان بعيني. وهدأت الحركة أسفل البطانية بعد قليل. واهتز الغطاء وقام الصبي جالساً وهو يمسح عينيه ليفيق من النوم. وجعل يتطلع بين ساقيه. وغفوت قليلاً وأنا جالس ثم تنبهت. ولم أر الشاب الضخم ثم لمحت ساقيه من تحت البطانية. كان ينام محتضناً الصبي.

## نقد وتعليقات
كتب محمد أحمد الجعفري على موقع «أقلام الهند» في يوليو 2021: «بيئة الغربة والوحشة كما تنعكس في رواية» تلك الرائحة«لصنع الله إبراهيم وتستهدف ان تمعن النظر في الطرق والمشاعر التي استعملها صنع الله إبراهيم في التعبير عن الغربة التي تنعكس في هذه الرواية بدءا من الصفحة الأولى»، ويواصل الكاتب قائلاً: «ما يغلب على رواية صنع الله إبراهيم هو الاغتراب السياسي النفسي الذي يعاني منه البطل والشخصيات الروائية الأخرى وفي نتيجة هذا الاغتراب السياسي يضطر البطل إلى ان يشعر بالغربة والوحشة من المجتمع الذي يتميز بالقمع السياسي الذي لا مجال فيه لرفع أي صوت احتجاجي ضد النظام الاستبدادي»، يقول الكاتب: «من الممكن أن يقال إن بطل هذه الرواية يمثل مظاهر الاغتراب التي توجد في كتابات كارل ماركس، وفريدريك هيغل، وملفين سليمان، وإميل دوركايم».
كتب رشاد أبو شاور على موقع عرب 48: «عام 66 صدرت رواية» تلك الرائحة«للروائي المصري صنع الله إبراهيم، أي قبل هزيمة 5 حزيران بعام واحد، فأثارت ضجّة تجاوبت أصداؤها في الأوساط الثقافيّة العربيّة مشرقاً ومغرباً. رواية بحجم الكّف، في صفحات قليلة، تحكي عن (خارج) من السجن – شيوعي - مغرّب في مجتمع مرتبك، في أوضاع قلقة. في مدينة تتفجّر في بعض أحيائها المجاري فتملأ جو المدينة ب (تلك الرائحة)، رائحة الأوساخ والغائط والفضلات. تلك الرواية كانت نبوءة بما هو آت، بالهزيمة، فالمرض يفترس الحياة من الداخل، وما طفا على السطح هي أعراض الخراب والفساد والانهيار. تلك الرواية كانت نقداً ونذيراً وصرخة احتجاج. وما حذّرت منه وقع. بمبضع الجرّاح كتب صنع الله إبراهيم روايته تلك، والتي منها انطلقت شهرته، ورحلته الروائيّة، وصوته الشديد الخصوصيّة».
جاء في الصحيفة اليومية البحرينية «الوطن» في 12 يوليو 2019 نقلاً عن مقدمة كتاب «تلك الرائحة» بقلم كاتبها صنع الله إبراهيم: «كان الأستاذ يحيى حقي من الذين أهديتهم إحدى النسخ. وكنت قد تعرفت إليه قبل شهور، عقب خروجي من السجن في منتصف 1964. فذهبت إليه في مجلة» المجلة«التي كان يرأس تحريرها، فاتحا أبوابه أمام كافة الكتاب والجدد منهم بوجه خاص، تاركا لهم المكتب الخشبي الثمين الذي يتصدر غرفته، مكتفيا بمقعد جلدي مريح إلى جانبه. وفي أول لقاء حملت إليه عرضا لأحدث كتب الناقد الإنجليزي ستيفن سبندر. وجلست أقرأ المقال عليه وهو ينصت باهتمام، ويدرسني بعينيه الذكيتين، مصححا لي في رفق ما ارتكبته من أخطاء فادحة في المنطق. وعندما فرغت من القراءة، أعلن لي قبوله للمقال. وكان أول شيء ينشر لي بعد خروجي من السجن وحصلت من ورائه على عشرة جنيهات تكفلت بنفقاتي لمدة شهر. ذهبت إليه بنسخة من «تلك الرائحة» فتناولها مني بحفاوة بالغة، وبعد أن تبين العنوان قال مجاملا، أن الغرفة أوشكت أن تعبق بالعبير الزكي الذي يفوح منها. ولم تمض أيام حتى صحح الأستاذ الكبير غلطته بمقال عنيف في عموده بجريدة» المساء«قال فيه:» لا زلت أتحسر على هذه الرواية القصيرة التي ذاع صيتها أخيرا في الأوساط الأدبية وكانت جديرة بأن تعد من خيرة إنتاجنا لولا ان مؤلفها زل بحماقة وانحطاط في الذوق فلم يكتف بأن يقدم إلينا البطل وهو منشغل بجلد عميرة (لو اقتصر الأمر على هذا لهان)، لكنه مضى فوصف لنا أيضا عودته لمكانه بعد يوم ورؤيته لأثر المني الملقى على الأرض. تقززت نفسي من هذا الصوف الفيزيولوجي تقززا شديدا لم يبق لي ذرة قدرة على تذوق القصة رغم براعتها. إنني لا أهاجم أخلاقياتها، بل غلطة إحساسها وفجاجته وعاميته. هذا هو القبح الذي ينبغي محاشاته، وتجنيب القاريء تجرع قبحه«. كان كاتبنا الكبير يسألني إذن عن موقفي مما أسماه في ذلك المقال بالتعبير الفيزيولوجي. لكن ذهني انصرف أثناء الحديث معه عن تجربتي كلها. فأجبته بأني أشعر كما لو أني قد بدأت الآن فقط في تعلم الكتابة. فكل كتاب جديد لي يكشف عن جانب كنت أجهله من هذا الفن، يزيد من إدراكي لحدود إمكانياتي ولنقاط الضعف والعجز لدي، كما يضاعف من تقديري لعتاولة الكتاب الذين يقتحمون الورق مسلحين بأدوات عدة قبضوا على ناصيتها بإحكام شديد. ولم يكن هذا شعوري عندما بدأت أولى خطواتي، وهو ما أعتبره أمرا طبيعيا».
كتب زهير عزاوي على موقع صحيفة رأي اليوم في 21 أبريل 2017: «القهر الجسدي والمعنوي ونزوة الشباب كانت الشرارة الأولى التي فجرت هذا العمل الإبداعي»، ويتابع: «تقوم الرواية على تناوب بين خطين سرديين؛ هما يوميات السارد اثر خروجه من السجن، وحواره الداخلي أو مونولوجه الذي يخضع لعملية الاسترجاع حيث يعود إلى الوراء ليقدم فيه بعض التفاصيل عن سجنه وعن علاقاته بالشخصيات المحيطة به، وأحيانا  ليكشف لنا عن خبايا نفسه. بفضل هذا التنويع السردي عمل الروائي على خلخلة التصنيفات القديمة ذات الطابع البلزكي حيث تسلسل الأحداث وتلاحمها إلى نهايتها وفق خطة سردية واضحة»، وينتهي مقال الكاتب وهو يقول: «انعكس هذا الجري الفوضوي سلبا على نفسية السارد، فكان كلما تأجج غضبا تأججت لغته وأصبح السرد أكثر قبحا وعامية وفوضوية. كما اختفت أيضا الحبكة أو أوشكت على الاختفاء. فيصعب العثور على خيط سردي دقيق يربط بين الأحداث، حيث يهيمن في كثير من الأحيان التشظي، التكرار والاسترجاع».
نشر موقع «ملاحق المدى» مقالة تحت عنوان «الروائي صنع الله إبراهيم .. المتنبئ في تلك الرائحة» بقلم أحمد فاضل في 11 أغسطس 2015 جاء فيها: «بعد عام من نشر رواية «تلك الرائحة» تحقق ما تنبأ به مؤلفها من هزيمة الجيش المصري وسيطرة إسرائيل على سيناء، هذه الهزيمة كانت قد هزت الجماهير المصرية بعنف وهي التي اعتادت على الإنتصارات من خلال خطابات زعيمها ناصر وموضحة بصدق ما كان يتوقعه إبراهيم من سقوط ذلك النظام وانهياره. المدهش في الأمر هو كيف يمكن أن نفسر ما توصل إليه إبراهيم في روايته لكل هذه الاستنتاجات مع أنها جاءت بإسلوب متقشف وبصفحات قليلة، يقول عنها أنه بدأ باستحضار مدينة كبيرة كالقاهرة تجول فيها، استقل خلالها الترام والحافلات وسيارات الأجرة ومترو الأنفاق، زار فيها الأهل والأصدقاء الذين يمثلون أطيافا مختلفة، طبقات متوسطة، بيروقراطيين، أصحاب رواتب عالية وبرجوازيين وحتى رجال دين، ضباطا وجنود وصحفيين، ورجال شرطة وسجناء، كلهم شهود على ما جرى في مصر الناصرية تطلب منه وعلى لسان راوي الرواية وعبر خمسين صفحة أن تشكل رؤيا شاملة لعب الخيال فيها دورا كبيرا في جعلها تأريخا حقيقيا لحقبة زمنية سادتها انهيارات كبيرة. هذه الرؤية ليست ثمرة إلهام فقط، بل هي نتيجة للبحث الدقيق ووثائق حقيقية كان قد وقف عليها ما يلفت انتباهنا إلى الجهد المبذول منه في البحث في الأرشيف الخاص بهذه الأحداث».
كتب جمعة بوكليب على الموقع الليبي "بوابة الوسط" في 4 يونيو 2020: «تلك الرائحة» أول رواية للكاتب المصري المبدع صنع الله إبراهيم، رواية صغيرة الحجم جداً .. لا تتجاوز ستين صفحة من القطع الصغير .... الرواية تعرضت للمصادرة. والعديدون من النقاد والكتاب والمحسوبين على الوسط الثقافي المصري، آنذاك، لم يتقبلوا جرأتها في الطرح، ولم يغفروا لكاتبها طموحه الفني والإبداعي في وضع يده على مكمن الداء، وكشف المستور، بأسلوب سردي وجمالي مختلف، بل ان أحدهم، وكان مسؤولا كبيراً عن الثقافة، قام تطوعا بتسليم نسخة منها للقيادة السياسية للعلم.  الصورة، التي استقطبت اهتمامي، واستدعت إلى ذاكرتي الرواية، صغيرة الحجم، وكأنها رسمت بخطوط سريعة، على عجل، لكنها عميقة، وفي القلب من الهدف. بمجرد أن تراها لابد وأن تستشعر بنغصة في مكان قصيّ في قلبك. مكان لم يلوث بعد"، وينهي الكاتب مقالته: " في ولاية مينيسوتا الأمريكية، وبعاصمتها مدينة مينيابوليس، انبعثت، في الأسبوع الماضي، تلك الرائحة مجدداً، وتجاوزت عفونتها الحواجز والحدود، واستحوذت تطوراتها على نشرات الأخبار في العالم. لذلك السبب، قررت العزوف عن متابعة الأخبار مؤقتاً، والاكتفاء بإعادة قراءة رواية صنع الله إبراهيم مرة أخرى".
كتب سعد القرش في صحيفة "العرب" اللندنية في 7 أبريل 2018: "رواية «تلك الرائحة» تحمل بصمة كاتبها وحده، لا تدل إلا عليه، وكان إعلان الحماس لها يحتاج إلى كاتب في جسارة يوسف إدريس، وقد تعرف إليه صنع الله إبراهيم عام 1953، في عامه الأول بكلية الحقوق بجامعة القاهرة، وظل يتردد عليه في بيته وفي مواقع عمله قبل أن يترك الطب، ويتفرغ للكتابة، ويصبح مسؤولا عن باب القصة في مجلة روزاليوسف الأسبوعية"، يواصل الكاتب ويقول: "بدأت كلمة الغلاف بهذه الصراحة: "إذا لم تعجبك هذه الرواية.. فالذنب ليس ذنبنا، إنما العيب في الجو الثقافي والفني الذي نعيش فيه، والذي سادته طوال الأعوام الماضية الأعمال التقليدية والأشياء الساذجة السطحية". ومن أجل كسر المناخ الفني السائد الذي تجمد، نصمم على هذا النوع من الكتابة الصادقة المؤلمة أحيانا. وفي هذا الإطار نقدم هذه الرواية للكاتب الجديد صنع الله إبراهيم".
كتبت الدكتورة نعيمة عبد الجواد أستاذ الأدب والترجمة بقسم اللغة الإنجليزية - كلية العلوم والآداب ـ جامعة القصيم على موقع الكتابة في 11 يناير 2022: "لم تثني تجربة السجن صنع الله إبراهيم عن التعبير عن أراءه اليسارية سواء في حياته العامة أو في كتاباته، فلقد كان دائم الانتقاد لجميع النظم الحاكمة المتعاقبة، بغرض الإصلاح. ويذكر أنه كان منذ مستهل الألفية الثالثة كان عضوًا نشطًا في حركة "كفاية" التي كانت تنتقد ما يسود المجتمع من سلبيات. وكانت أولى تجاربه الروائية التي أصدرها بعد خروجه من السجن رواية «تلك الرائحة» 1966 التي كتبها في قالب تجريبي فظهرت في شكل "رواية مفتاحية"، وتواصل الكاتبة قائلةً: "هذا النوع من الروايات يهتم بسرد وقائع حقيقية قام بها أشخاص حقيقيين، وحتى يفلت الكاتب من المساءلة القانونية، يجنح إلى ذكر الأسماء والمواقع بطريقة التشفير والتي يسهل على المتلقِّي فكَّها. ورواية «تلك الرائحة» تروي تجربة السجن التي خاضها صنع الله إبراهيم، والتي لن ينساها بسبب رائحة العطن والفساد التي تفوح من جميع أرجاء المكان".

## وصلات خارجية
https://www.kutubypdf.com/views/?86707/ تلك الرائحة (قصة قصيرة)
https://www.goodreads.com/book/show/3658378 تلك الرائحة (قصة قصيرة)
https://pulpit.alwatanvoice.com/content/print/520277.html تلك الرائحة (قصة قصيرة)
https://www.almadasupplements.com/view.php?cat=13442 تلك الرائحة (قصة قصيرة)